# Denzil Smith
Pour les articles homonymes, voir Smith.
Denzil Smith est un acteur indien né le 6 novembre 1960 à Bombay.

## Filmographie

### Cinéma
- 2001 : Pyaar Ishq Aur Mohabbat : Mahesh Nair
- 2002 : Mango Souffle : Ranjith
- 2003 : Paap : Lama Norbu
- 2004 : Shobhayatra : Jawaharlal Nehru et Dwivedi
- 2005 : Rog : Député Commissaire Kumar
- 2005 : Ek Ajnabee : Lee Cap
- 2006 : The Memsahib : Professeur Neil Thakker
- 2006 : One Night with the King : Prince Carshena
- 2007 : Frozen : Tenzing
- 2007 : Mumbai Salsa : Kay Kay
- 2008 : Shaurya: It Takes Courage to Make Right... Right : Lieutenant Général P. P. V. Nair
- 2010 : Chase : Dr A. K. Sehgal
- 2010 : Lamhaa : Brigadier Sharma
- 2011 : Hanuman the Immortal 2 : Raaka
- 2011 : Impatient Vivek : Rameshwar
- 2011 : Indian Palace : le secrétaire du club du Vice-Roi
- 2013 : The Coffin Maker : Père John
- 2013 : The Lunchbox : M. Shroff
- 2013 : John Day : le prêtre
- 2014 : O Teri
- 2014 : Zid : Inspecteur Moses
- 2015 : Dad... Hold My Hand! : le père
- 2015 : Indian Palace : Suite royale : M. Dharuna
- 2015 : Bombay Velvet : Larsen
- 2015 : Phantom : Haider
- 2016 : Brahman Naman : Bernie
- 2016 : Ishq Forever : Karan
- 2016 : Ballad of Rustom
- 2017 : Le Dernier Vice-Roi des Indes : Muhammad Ali Jinnah
- 2017 : Naam Shabana
- 2017 : Jagga Jasoos
- 2017 : Manjha
- 2017 : Black Widow: A Land Bleeds : l'anthropologue
- 2017 : Aksar 2
- 2017 : Paranormal: Based on True Events
- 2017 : Baadshaho
- 2017 : Szoya the Black Widow : Professeur Khanna
- 2017 : Bombairiya : le père de Nandini

### Télévision
- 1996 : Le Retour de Sandokan : le chef du village (2 épisodes)
- 2011 : Tripura : Shiva
- 2014 : Samvidhaan: The Making of the Constitution of India
- 2016-2017 : P.O.W. Bandi Yuddh Ke : Lala (35 épisodes)
- 2019 : Beecham House : Maharaja de Kalyan
- 2023 : The Railway Men : Les héros de Bhopal : Ministre des Chemins de fer